# Mildach
Mildach (fränkisch: Milda(ch)) ist ein Gemeindeteil der Gemeinde Kammerstein im Landkreis Roth (Mittelfranken, Bayern). Mildach liegt in der Gemarkung Barthelmesaurach.

## Geografie
Durch das Dorf fließt die Aurach. Im Westen grenzt das Schwabenholz an, 0,5 km nördlich liegt die Unterflur. Die Kreisstraße RH 5 führt nach Barthelmesaurach zur Bundesstraße 466 (2,3 km nordwestlich) bzw. an der Neumühle vorbei nach Götzenreuth (2 km östlich). Ein Anliegerweg führt zum Haubenhof (0,8 km südwestlich).

## Geschichte
Der Ort wurde wahrscheinlich in der zweiten Hälfte des 8. Jahrhunderts durch bairische Siedler gegründet. Er lag an einer Altstraße. Um 800 wurde er als „Miltachostiga“ erstmals urkundlich erwähnt. 1313 und später wurde der Ort nur noch Mildach genannt. Der Name bedeutet Steige an der Mildach. Mildach ist der ursprüngliche Name der Aurach und bedeutet milder Bach.
Der Ort bestand im 13. Jahrhundert wahrscheinlich aus 4 Ganzhöfen. Im Urbar der Burggrafschaft Nürnberg des Jahres 1410 für das Amt Schwabach waren in „Miltach“ lediglich Gefälle auf einer Wiese und einem Waldstück verzeichnet, das im Jahr 24 Heller erbrachte. Im Salbuch des nunmehr markgräflichen Amtes Schwabach aus dem Jahr 1434 sind die gleichen Abgaben verzeichnet. 1530 kamen Abgaben aus einem Fischwasser mit zugehörigem Haus hinzu. Daneben gab es fünf Güter, die alle der Reichsstadt Nürnberg unterstanden. 1732 hatte der Ort laut den Oberamtsbeschreibungen von Johann Georg Vetter sieben Anwesen. Drei Anwesen unterstanden dem Kastenamt Schwabach, vier der Reichsstadt Nürnberg (Spital- und Katharinenklosteramt zwei, Reiches Almosen zwei).
Gegen Ende des 18. Jahrhunderts bildete Mildach mit Haubenhof eine Realgemeinde. In Mildach gab es 8 Anwesen und ein Gemeindehirtenhaus. Das Hochgericht südlich der Aurach übte das brandenburg-ansbachische Kasten- und Stadtvogteiamt Windsbach, nördlich der Aurach das Oberamt Schwabach. Die Dorf- und Gemeindeherrschaft hatte das Kastenamt Schwabach. Grundherren waren das brandenburg-ansbachische Kastenamt Schwabach (1 Gütlein, 1 Fischgut, 1 Gut mit Tafernwirtschaft, 1 Mahl- und Sägemühle) und die Reichsstadt Nürnberg (Landesalmosenamt: 1 Ganzhof, 1 Halbhof; Katharinenklosteramt: 1 Ganzhof, 1 Halbhof). Von 1797 bis 1808 unterstand der Ort dem Justiz- und Kammeramt Windsbach.
Im Geographischen statistisch-topographischen Lexikon von Franken (1801) heißt es: „Mildach, Mühltag, Ansbachischer Weiler im Oberamte Schwabach und Windsbacher Fraisch, liegt zwischen Kammerstein und Abenberg an dem Aurachflusse. Es geht die Strasse von Wassermungenau nach Schwabach durch diesen Ort. Der grosse und kleine Zehnt auf dem sogenannten Königshofe allda ist ein Eichstättisches Mannlehen.“
Im Rahmen des Gemeindeedikts wurde Mildach dem 1808 gebildeten Steuerdistrikt Barthelmesaurach und der 1810 gegründeten Ruralgemeinde Barthelmesaurach zugeordnet. Am 1. Mai 1978 wurde diese im Zuge der Gebietsreform in Bayern nach Kammerstein eingemeindet.

### Baudenkmal
- Fachwerkscheune[16]

### Einwohnerentwicklung
| Jahr      | 001818 | 001840 | 001861 | 001871 | 001885 | 001900 | 001925 | 001950 | 001961 | 001970 | 001987 |
| Einwohner | 52     | 61     | 72     | 58     | 80     | 58     | 59     | 69     | 57     | 57     | 55     |
| Häuser    | 11     | 11     |        |        | 12     | 12     | 12     | 11     | 12     |        | 13     |
| Quelle    | [ 18 ] | [ 19 ] | [ 20 ] | [ 21 ] | [ 22 ] | [ 23 ] | [ 24 ] | [ 25 ] | [ 26 ] | [ 27 ] | [ 1 ]  |

## Religion
Der Ort ist seit der Reformation evangelisch-lutherisch geprägt und bis heute nach St. Bartholomäus (Barthelmesaurach) gepfarrt. Die Katholiken sind nach St. Vitus (Veitsaurach) gepfarrt.